# Johann Baptist Artois
Johann Baptist Artois (* 2. Mai 1776 in Merzig; † 2. Juni 1833 in Trier) war ein deutscher Jurist, Präsident des Landgerichts Trier und stellvertretendes Mitglied des Rheinischen Landtages.

## Leben
Nach dem Studium der Rechtswissenschaften war Johann Baptist Artois zunächst als Advokat beschäftigt und wurde um 1810 Ergänzungsrichter am Strafgerichtshof für das Saardepartement.
1812 wurde er zum kaiserlichen Staatsanwalt ernannt und 1814 zum Berufungsgericht versetzt. Zu dieser Zeit wurde das Saarland noch durch die Franzosen verwaltet. Schließlich kam er 1817 zum Appellationsgerichtshof Trier.
Später wurde er Präsident des Landgerichts Trier.
1831 trat er der Gesellschaft für nützliche Forschung, die sich die Förderung von wissenschaftlichen Arbeiten, Erfindungen, nützlichen Entdeckungen und der Kultur zum Ziel gesetzt hatte, als Mitglied bei.
1833 wurde er als stellvertretendes Mitglied in den Landtag der Rheinprovinz gewählt. Bevor er das Mandat ausüben konnte, starb er am 2. Juni 1833.

## Familie
1805 heiratete er Maria Katharina Luise Staadt. Aus der Ehe sind die Kinder Maria Elisabeth (* 1806, ⚭ Heinrich Böcking), Josef (* 1807), Franz Anton (* 1808), Franz Josef (* 1812) und Walburga Eulalia (* 1816) hervorgegangen.

## Schriften
- Das öffentliche Ministerium in den Königl. Preuß. Rheinprovinzen: ein Beitrag zur Erörterung der Frage: ob, und mit welchen Attributen, dasselbe bei der künftigen Einrichtung der Gerichtsverfassung beizubehalten sey, Hetzrodt Verlag 1817